# Periophthalmus chrysospilos
A Periophthalmus chrysospilos a csontos halak (Osteichthyes) főosztályának a sugarasúszójú halak (Actinopterygii) osztályába, ezen belül a sügéralakúak (Perciformes) rendjébe, a gébfélék (Gobiidae) családjába és az iszapugró gébek (Oxudercinae) alcsaládjába tartozó faj.

## Előfordulása
A Periophthalmus chrysospilos előfordulási területe az Indiai-óceán keleti felén, azaz India és Indonézia között van.

## Megjelenése
Ez a halfaj legfeljebb 12,9 centiméter hosszú. Egy hosszanti sorban 64-77 pikkely ül. A hasúszói tapadókoronggá forrtak össze. Az úszókon nincsenek pontok vagy csíkok. A hím első két hátúszótüskéje hosszabb, mint a többi; a nőstény esetében csak a legelső hátúszótüske a hosszabbik. A hím tüskéje pedig hosszabb, mint a nőstényé. A kifejlett hal testén szürke mintázat látható.

## Életmódja
Trópusi halfaj, amely egyaránt megél a sós- és brakkvízben is. Az oxigént képes, egyenesen a levegőből kivenni, azzal a feltétellel, ha nedvesek a kopoltyúi és a bőre. A víz alá is lemerülhet. Főleg a mangroveerdők és a tengerparti pálmaerdők árapálytérségét kedveli.

## Felhasználása
Ennek az iszapugró gébnek, mint sok más rokonának nincs halászati értéke.